# Heinrich von Spanien, Herzog von Sevilla

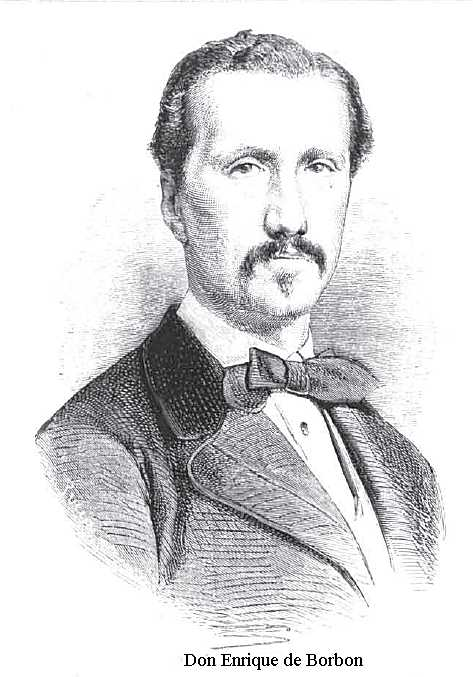
Don Enrique, der 1. Herzog

Heinrich von Spanien, Herzog von Sevilla (spanisch Infante Enrique María Fernando Carlos Francisco Luis de Borbón y Borbón-Dos Sicilias, Duque de Sevilla; * 17. April 1823 in Sevilla; † 12. März 1870 in Madrid) war ein Mitglied des Hauses Borbón, spanischer Infant und Herzog von Sevilla. Der Enkel von König Karl IV. war während der Regierung seiner Cousine und Schwägerin Isabella II. für seine progressiven, fast schon revolutionären Ideen bekannt.

## Leben
Infante Enrique (auf Deutsch Heinrich) wurde in Sevilla als viertes Kind und zweiter Sohn des Infante Francisco de Paula von Spanien und dessen Frau, Luise Charlotte von Neapel-Sizilien geboren.
Enrique wurde auf den Namen Enrique María Fernando Carlos Francisco Luís getauft; seine Taufpaten waren seine Tante mütterlicherseits, Maria Carolina, Prinzessin von Bourbon-Sizilien, Herzogin von Berry, und deren Sohn, Heinrich von Artois, Graf von Chambord, Herzog von Bordeaux. Geboren in der andalusischen Stadt Sevilla, verlieh ihm sein Onkel König Ferdinand VII. von Spanien im Jahr 1820 den Titel eines Herzogs von Sevilla.
Beim Tod von König Ferdinand VII. von Spanien im Jahre 1833, teilte sich der spanische Hof in die Unterstützer von Königin Isabella II. und ihrem gemeinsamen Onkel Don Carlos. Enrique's Tante, Maria Christina, die Königinmutter und Witwe von König Ferdinand VII., übernahm von 1833 bis 1840 die Regierung und heiratete am 28. Dezember 1833 Agustín Fernando Muñoz, Herzog von Riánsares. Diese Eheschließung, nur zwei Monate nach dem Tod des Königs im September desgleichen Jahres, begründete das Zerwürfnis zwischen ihr und ihrer Schwester, Luise Charlotte von Neapel-Sizilien. Daraufhin wurde Luise Charlotte mit ihrer Familie nach Paris zu ihrer Tante, der französischen Königin, verbannt.
Enrique und seine Brüder wurden in der französischen Hauptstadt erzogen, wo er auf dem Lycée seinen Cousin Antoine, Herzog von Montpensier kennenlernte. Zwischen den beiden entwickelte sich eine tiefe Rivalität, die später tragisch enden sollte. Einen weiteren Teil seiner Jugend verbrachte Enrique in Belgien bei seiner Cousine Louise, der Königin der Belgier. In Belgien erfuhr er 1840, dass die Königinmutter Maria Christina Spanien verlassen hatte, obschon ihre Tochter Isabella II. unter der Regentschaft von General Baldomero Espartero Königin von Spanien blieb. So war es ihm möglich, nach Spanien zurückzukehren und in Ferrol in Galicien seine militärische Laufbahn zu beginnen. Im Jahre 1843 wurde er, auch aufgrund seines vorbildlichen Verhaltens, zum Leutnant befördert und erhielt das Kommando über das Schiff Manzanares. Bereits 1845 wurde er Fregattenkapitän.
Einige höfische Kreise dachten über eine Vermählung der jungen Königin mit Enrique nach, allerdings heiratete die Königin 1846 Enrique's älteren Bruder Franz, den Herzog von Cadiz, der daraufhin Titularkönig von Spanien wurde. Zur gleichen Zeit wurde die jüngere Schwester der Königin, Infanta Luisa, mit Enrique's Cousin Antoine, Herzog von Montpensier vermählt.
Dermaßen öffentlich zurückgesetzt wurde Enrique auch noch beschuldigt, an einer Revolte gegen die Monarchie in Galicien beteiligt gewesen zu sein. Noch vor der Hochzeit seines Bruders mit der Königin musste er Spanien 1846 erneut verlassen und suchte in Belgien Zuflucht. Zu dieser Zeit dachte man an Enrique als einen möglichen Kandidaten für den mexikanischen Thron.

## Familie
Enrique wurde kurz nach seiner erneuten Verbannung erlaubt, nach Spanien zurückzukehren, wo er Elena María de Castellvi y Shelly (1821–1863), Tochter von Antonio de Padua de Castellvi y Fernández de Córdoba, Graf von Castellá und dessen Frau Margarita Shelly traf. Die Königin versagte dieser Mesalliance allerdings ihre Zustimmung, so dass das Paar am 6. Mai 1847 nach Rom floh. Bei ihrer Rückkehr nach Spanien wurden sie zunächst nach Bayonne verbannt und lebten dann in Toulouse.
Das Paar hatte vier Söhne und eine Tochter:
- Enrique de Borbón y Castellví, 2. Herzog von Sevilla (3. Oktober 1848 – 1. Juli 1894), der im Jahr 1870 Joséphine Parade heiratete
- Luis de Borbón y Castellví (7. November 1851 – 25. Februar 1854)
- Francisco de Paula de Borbón y Castellví (29. März 1853 – 28. März 1942) der, 1877 Maria Luisa de La Torre y Bassave heiratete. 1890 heiratete Don Francisco Felisa de León y Navarro de Balboa.
- Alberto de Borbón y Castellví (22. Februar 1854 – 21. Januar 1939), 1. Herzog von Santa Elena, der 1878 Marguerite d'Ast de Novelé heiratete
- María del Olvido de Borbón y Castellví (28. November 1863 – 14. April 1907) die 1888 Cárlos Fernández-Maquieira y Oyanguren heiratete.

## Exil in Frankreich und Rückkehr nach Spanien
Während des Exils in Frankreich bezeichnete sich Enrique mehrfach als Revolutionär und wurde gebeten, der Internationalen Arbeiterassoziation beizutreten. Darüber hinaus wurde er in aller Öffentlichkeit zum Freimaurer und erreichte den 33. Rang des Schottischen Ritus.
Am 13. Mai 1848 verlor er seinen königlichen Rang und seine Titel (seine Kinder blieben aufgrund der morganatischen Ehe titellos). 1849 bat er die Königin um Vergebung und die Erlaubnis, nach Spanien zurückkehren zu dürfen. Die Familie ließ sich dann in Valladolid 1851 nieder, wurde aber kurz darauf gezwungen, erneut nach Frankreich zu gehen. Im Jahre 1854 kehrte er nach Valencia zurück, wo sein vierter Sohn, Alberto, geboren wurde und kurz darauf sein zweiter Sohn, Luis, starb. In der Folge erhielt Enrique seinen herzoglichen Titel zurück, musste aber auf den Titel eines Infanten von Spanien dauerhaft verzichten.
Kurz nachdem der Herzog von Sevilla im Jahr 1860 erneut linksradikale Ideen äußerte, wurde er erneut ins französische Exil geschickt. Dort erreichte er den Rang eines Generalkapitäns der Armee und wurde drei Jahre später zum Generalleutnant befördert. 1863 starb seine Frau während der Geburt des fünften Kindes und wurde im Konvent Descalzas Reales beerdigt, anstelle in der königlichen Gruft, die im Escorial für die Königinnen und Infantinnen Spaniens vorgesehen ist.

## Tod
Enrique veröffentlichte zwischen 1869 und 1870 etliche Pamphlete und Artikel gegen seinen Cousin Antoine, Herzog von Montpensier und forderte ihn zum Duell. Das Duell fand, mit tödlichem Ausgang für Enrique, am 12. März 1870 in der Nähe von La Fortuna in Leganés, Madrid statt. Er wurde, da er den Titel eines Infanten verloren hatte, nicht im Escorial, sondern auf dem Friedhof San Isidro in Madrid bestattet. Der Herzog von Montpensier bot Enriques ältestem Sohn als Wiedergutmachung ein Blutgeld von 30.000 Peseten an, die dieser ablehnte.
Enriques Kinder wurden daraufhin von seinem Bruder Franz adoptiert.

## Titel
- 17. April 1823 –  13. Mai 1848: Seine Königliche Hoheit Infante Enrique von Spanien, Herzog von Sevilla
- 13. Mai 1848 – 12. März 1870: Don Enrique de Borbón y Borbón-Dos Sicilias, Herzog von Sevilla

## Orden
- Ritter des spanischen Orden vom Goldenen Vlies
- Großkreuz mit Kollane des Königlichen Ordens Karl's III.
- Ritter des Malteserordens